# Пунчон
„Пунчон“ (на ладино: El Pountchon, в превод Трън) е еврейски ладински вестник, излизал в Солун, Гърция от 1908 година.
Вестникът е сатиричен седмичен вестник. Излиза и след като градът попада в Гърция в 1913 година.

## Галерия
- Брой от 24 април 1925 г.
- Брой от 1 май 1925 г.
- Брой от 8 май 1925 г.
- Брой от 22 май 1925 г.